# Пенка Абрашева
Пенка Христова Абрашева е българска агрономка, професор, доктор на селскостопанските науки.

## Биография
Тя е първата и единствена жена заемаща длъжността директор на Института по лозарство и винарство в Плевен в периода от 1992 до 2005 година.
Научната специалност ѝ е лозарството и растителната защита, в това число вируси и виросоподобни заболявания и борбата с тях, чрез получаване и производство на базов и сертифициран посадъчен материал и ин-витро техники
Професор Абрашева има общо 177 публикации и разработки, от които 25 книги, брошури и публикации, 121 научни труда и 11 популярни статии.
Умира на 6 март 2021 г.